# Greet Koeman
Geertje (Greet) Koeman (Zaandam, 9 december 1906 – Amsterdam, 2 september 1961) was een Nederlands operasopraan.

## Leven en werk
Zij was dochter van banketbakker Cornelis Koeman en Anna Visser. Zijzelf trouwde in 1942 met Antonie Beradinus Stuurman, die vier jaar later overleed. Haar zusje Pieternel werd onder artiestennaam Nel Duval ook bekend als zangeres. Greet Koeman werd in 1950 benoemd tot officier in de Orde van Oranje Nassau.
Koeman begon al vroeg met zingen. Op de lagere school zong ze al in de kinderoperette Een dag kalief. Ze kreeg les van concertzangeres Johanna Benjaminse. De stem ontwikkelde zich met optredens door het land met als voorlopige hoogtepunten optredens in Enkhuizen (een cantate) en Oldenzaal. De familie Koeman verhuisde van plaats naar plaats. Toen de familie in Hilversum woonde zong ze onder andere mee in het koor van de NCRV. Kritiek op een optreden van haar in 1933 bij het mannenkoor "Zang en Vriendschap" noopte haar om verdere zanglessen te nemen. Ze ging in de leer bij Aaltje Noordewier-Reddingius, Henk Angenent en de operaklas aan het Amsterdams Conservatorium van Johannes den Hertog. Haar loopbaan kwam tot bloei met optredens onder Den Hertog in Lohengrin en Götterdämmerung van Richard Wagner (onder leiding van Erich Kleiber) en Pelléas et Mélisande van Claude Debussy onder leiding van Pierre Monteux. De Hertog nam haar ook op in de Nederlandse Opera Stichting, in 1942 door de bezetter omgedoopt tot Amsterdams Gemeentelijk Theaterbedrijf. Die bezetter verplichtte het gezelschap later lid te worden van de Kultuurkamer of wel het staken van optredens; het bedrijf koos voor het eerste. In 1942 trouwde ze en woonde aan de Amstellaan. Haar man werd als snel ziek en overleed vlak na de oorlog. De Ereraad voor Toneel en Dans liet het gezelschap ongemoeid, maar de leider Den Hertog werd geschorst. In het seizoen 1945/1946 wisselde het gezelschap hun naam in voor De Nederlandse Opera.

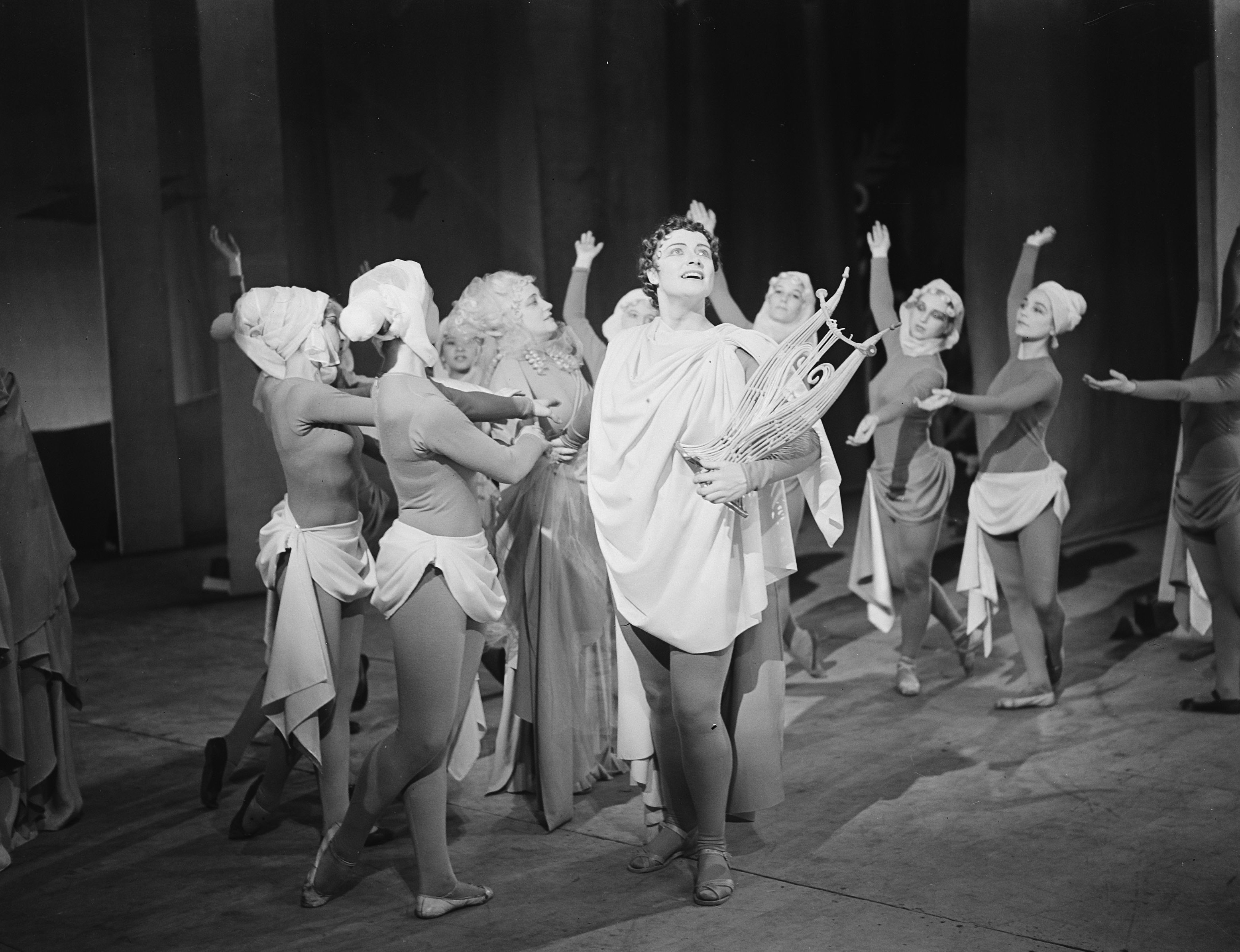
Koeman met Kathleen Ferrier in Orfeo ed Euridice (1949)

Koeman zong door en zou nog tientallen rollen spelen, maar begon ook met lesgeven, onder meer aan de eerder genoemde zuster. Artistieke pieken vonden plaats tijdens het Holland Festival van 1949 en 1951, toen beide zusters meezongen in Orfeo ed Euridice van Christoph Willibald Gluck. Ster in de opera was de operadiva Kathleen Ferrier die de rol Orfeo zong; Greet Koeman zong Euridice en Nel Duval Amore. De uitvoeringen uit 1951 werd later op elpee uitgebracht. Bij (weer) een reorganisatie van De Nederlandse Opera (geen vaste zangers meer onder contract) werd ook Koeman ontslagen. Ze trad na 1957 dan ook op als zelfstandig artiest en zong ook een aantal keer mee in de Matthäus-Passion van Johann Sebastian Bach.
Van 1937 tot 1950 trad meer dan zestig keer op het het Concertgebouworkest, vaak begeleidingsorkest van de operastichtingen. Daardoor zong ze onder leiding van de eerder genoemde Kleiber, Monteux, Bruno Walter, Heinz Tietjen, Eduard van Beinum, Otto Glastra van Loon, Willem van Otterloo, Hein Jordans en Anthon van der Horst. Haar laatste rol was Rosalinde in Die Fledermaus van Johann Strauss jr., het is mei 1960. Haar gezondheid liet het afweten; in voorjaar 1961 werd ze opgenomen, na drie maanden ziekenhuis overleed ze.
Ze ging er prat op nog altijd huisvrouw te zijn en ook haar Zaanse komaf verdedigde ze steevast. Vanwege ziekte werd ze opgenomen in de Boerhaave kliniek aan de Teniersstraat, alwaar ze 2 september 1961 overleed. Vanaf de Stadsschouwburg, thuisbasis van de diverse operastichtingen, vertrok de stoet naar begraafplaats Zorgvlied, waarbij Evert Cornelis, dan intendant van de Nederlandse Opera, en Chris Reumers (oud-collega) haar roemden. In het graf werd in 1982 haar zuster bijgezet.
De algemene mening over Greet Koeman was dat ze geen groots zangeres was, maar haar perfecte adem- en zangtechniek in combinatie van toneelpresentatie compenseerden dat. Kunstenaar Theo Swagemakers maakte een portret van haar (1953), dat in 1964 door een anoniem persoon aan de gemeente werd geschonken voor plaatsing in de portrettengalerij van de Stadsschouwburg. 
Oegstgeest vernoemde een plein naar haar in de buurt van de Jo Vincentlaan en Aafje Heynislaan.